# 회덕쌍청당
회덕쌍청당(懷德雙淸堂)은 대전광역시 대덕구 중리동에 있는, 조선 전기의 학자인 쌍청당 송유 선생이 지은 별당이다. 1989년 3월 18일 대전광역시의 유형문화재 제2호로 지정되었다.

## 개요
조선 전기의 학자인 쌍청당 송유(1389∼1446) 선생이 지은 별당이다. 건물 이름은 선생의 호인 ‘쌍청(雙淸)’을 따다 붙였는데 청풍과 명월의 맑은 기상을 마음에 담고자 한 것이라고 한다. 조선 세종 14년(1432)에 지은 뒤로도 여러 차례에 걸쳐 고쳐 지었지만 원래 모습을 잘 보존하고 있다.
건물은 앞면 3칸·옆면 2칸 규모로 왼쪽 1칸은 온돌방, 오른쪽 2칸은 대청마루로 꾸몄다. 조선 전기의 건축양식을 살펴볼 수 있는 건물로 다른 주택 건축에서는 볼 수 없는 단청이 되어 있어 특이하다. 또한 근처에 남아 있는 이와 비슷한 별당 건축 가운데 가장 먼저 만들어졌다는 점에서 중요한 문화유적이다.

## 사진

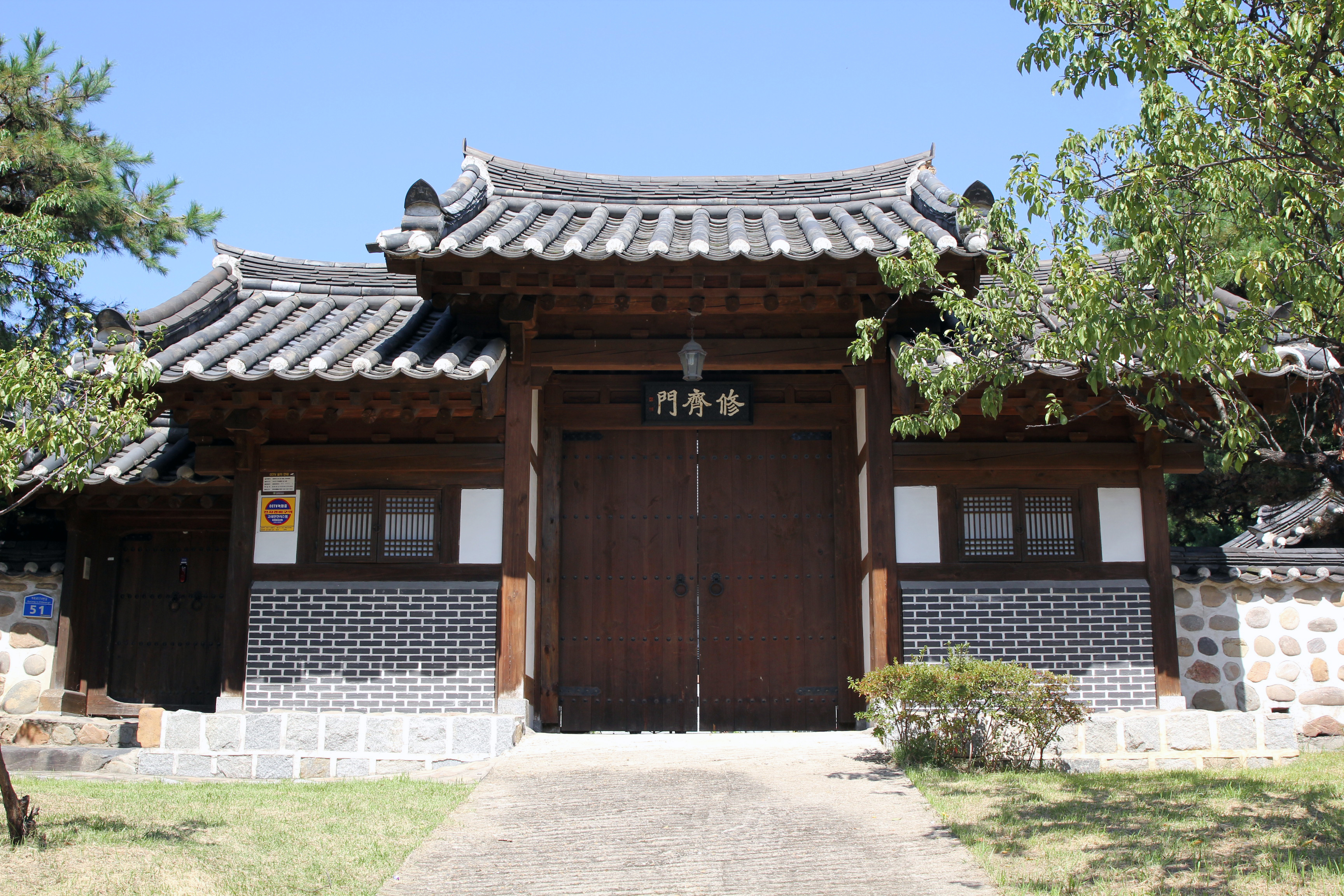

## 참고 자료
- 회덕쌍청당 - 국가유산청 국가유산포털